# Polder Zwartenhoek
Het waterschap Polder Zwartenhoek was een waterschap in de gemeente Monster in de Nederlandse provincie Zuid-Holland.
Het waterschap was verantwoordelijk voor de waterhuishouding in de polder.